# Jalšovík
Jalšovík és un poble i municipi d'Eslovàquia. Es troba a la regió de Banská Bystrica.

## Història
La primera menció escrita de la vila es remunta al 1542.

## Demografia
| Godina             | 1994 | 2004   | 2014   | 2024   |
| ------------------ | ---- | ------ | ------ | ------ |
| Nombre de persones | 216  | 201    | 193    | 175    |
| Diferència         |      | −6,94% | −3,98% | −9,32% |

| Godina             | 2023 | 2024   |
| ------------------ | ---- | ------ |
| Nombre de persones | 176  | 175    |
| Diferència         |      | −0,56% |